# Agrostis capensis
Agrostis capensis é uma espécie de gramínea do gênero Agrostis, pertencente à família Poaceae.